# Two Worldwide Plaza
Two Worldwide Plaza är ett höghus som ligger inom byggnadskomplexet Worldwide Plaza på Manhattan i New York, New York i USA.
Byggnaden uppfördes 1989 som en fastighet för bostäder. Den är 129,5 meter hög och har 38 våningar.